# Κ̑
Cette page contient des caractères spéciaux ou non latins. S’ils s’affichent mal (▯, ?, etc.), consultez la page d’aide Unicode.
Le kappa brève inversée, κ̑, est une lettre grecque additionnelle utilisée dans l’écriture de certains dialectes du grec moderne.

## Utilisation
Nikolas Kontosopoulos et d’autres auteurs utilisent le kappa brève inversée ‹ κ̑ › pour représenter une consonne occlusive palatale sourde [c],.

## Représentations informatiques
Le kappa brève inversée peut être représente avec les caractères Unicode suivants (grec et copte, diacritiques):
| formes    | représentations | chaînes de caractères | points de code | descriptions                                              |
| --------- | --------------- | --------------------- | -------------- | --------------------------------------------------------- |
| capitale  | Κ̑               | Κ◌̑                    | U+039A U+0311  | lettre majuscule grecque kappa diacritique brève inversée |
| minuscule | κ̑               | κ◌̑                    | U+03BA U+0311  | lettre minuscule grecque kappa diacritique brève inversée |